# 34665 Akbarwhizin
34665 Akbarwhizin este o planetă minoră (asteroid), cu un diametru de 3,956 km, din centura de asteroizi. A fost descoperită pe 29 noiembrie 2000 la Stația Anderson Mesa de Lowell Observatory Near-Earth-Object Search. 
Obiectul prezintă o orbită caracterizată de o semiaxă mare de 2,6155506 UAi, o excentricitate de 0,19, o înclinație de 14,70166 ° în raport cu ecliptica.